# Kawartha Lakes
Kawartha Lakes è una municipalità della provincia dell'Ontario, in Canada. Il territorio si affaccia sul lago Ontario ed è costituito principalmente dalle suddivisioni di Bobcaygeon, Fenelon Falls, Lindsay, Omemee e Woodville.
Il nome della città deriva dai vicini laghi Kawartha. Il termine Kawartha è l'anglicizzazione della parola in lingua ojibwe Ka-wa-tha, coniata nel 1895 da Martha Whetung, aborigena locale. La parola significava originariamente "terra di riflessi"; successivamente il nome è stato cambiato in Kawartha, cioè "acque limpide e terre felici".
Prima di diventare città, l'area su cui sorge Kawartha Lakes era chiamata "contea di Victoria". Nel 2001 la città venne ufficialmente istituita, accorpando anche le minori comunità locali, sebbene vi sia stata opposizione dei residenti nei confronti di quest'ultima scelta. A seguito di ciò, nel novembre 2003 venne indetto un referendum affinché le cittadine limitrofe ritornassero ad essere separate dal territorio di Kawartha Lakes. Sebbene la consultazione popolare abbia dato esito positivo (51% favorevole contro 49% contrario) il governo provinciale e municipale non hanno intrapreso alcuna azione per procedere alla separazione.